# Edward Salwey
Edward Salwey (* 1603; † nach 1659) war ein englischer Jurist und Politiker.

## Leben
Edward Salwey war der älteste Sohn und Erbe von Humphrey Salwey und dessen Frau Anne Littleton, der zweiten Tochter von Edward Littleton. Er hatte vier Brüder, unter anderem Richard Salwey, und drei Schwestern. Er studierte ab 1621 am Brasenose College der University of Oxford. 1635 wurde er als Barrister in den Inner Temple aufgenommen.
Er gehörte der Gentry von Worcestershire an und erbte um 1652 von seinem Vater das Anwesen Stanford Court in Stanford-on-Teme. Insbesondere während der kurzen Phase der englischen Republik nahm er öffentliche Ämter wahr. 1656 wurde er zum Assessment Commissioner für Worcestershire ernannt und er war von Januar 1659 bis April 1659 als Abgeordneter für das Borough Droitwich Mitglied des House of Commons.
Salwey war mit Dorothy Dryden, der dritten Tochter von Sir Erasmus Dryden, 1. Baronet (1553–1632), Gutsherr von Canons Ashby in Northamptonshire, verheiratet. Aus der Ehe gingen ein Sohn und drei Töchter hervor:
- Edward Salwey, Barrister des Inner Temple, starb unverheiratet und kinderlos;
- Mary Salwey ⚭ Colonel Rogers, Gutsherr von Llan Vach in Monmouthshire, Gouverneur von Hereford;
- Honara Salwey ⚭ Mr. Hanbury, aus Glamorgan;
- Elizabeth Salwey ⚭ Sir Francis Winnington (1634–1700), mehrere Nachfahren aus dieser Verbindung, angefangen mit Salweys Enkel Edward Jeffreys, vertraten in den nächsten zwei Jahrhunderten ebenfalls den Wahlkreis Droitwich.